# Kościół św. Anny w Zieleńcu

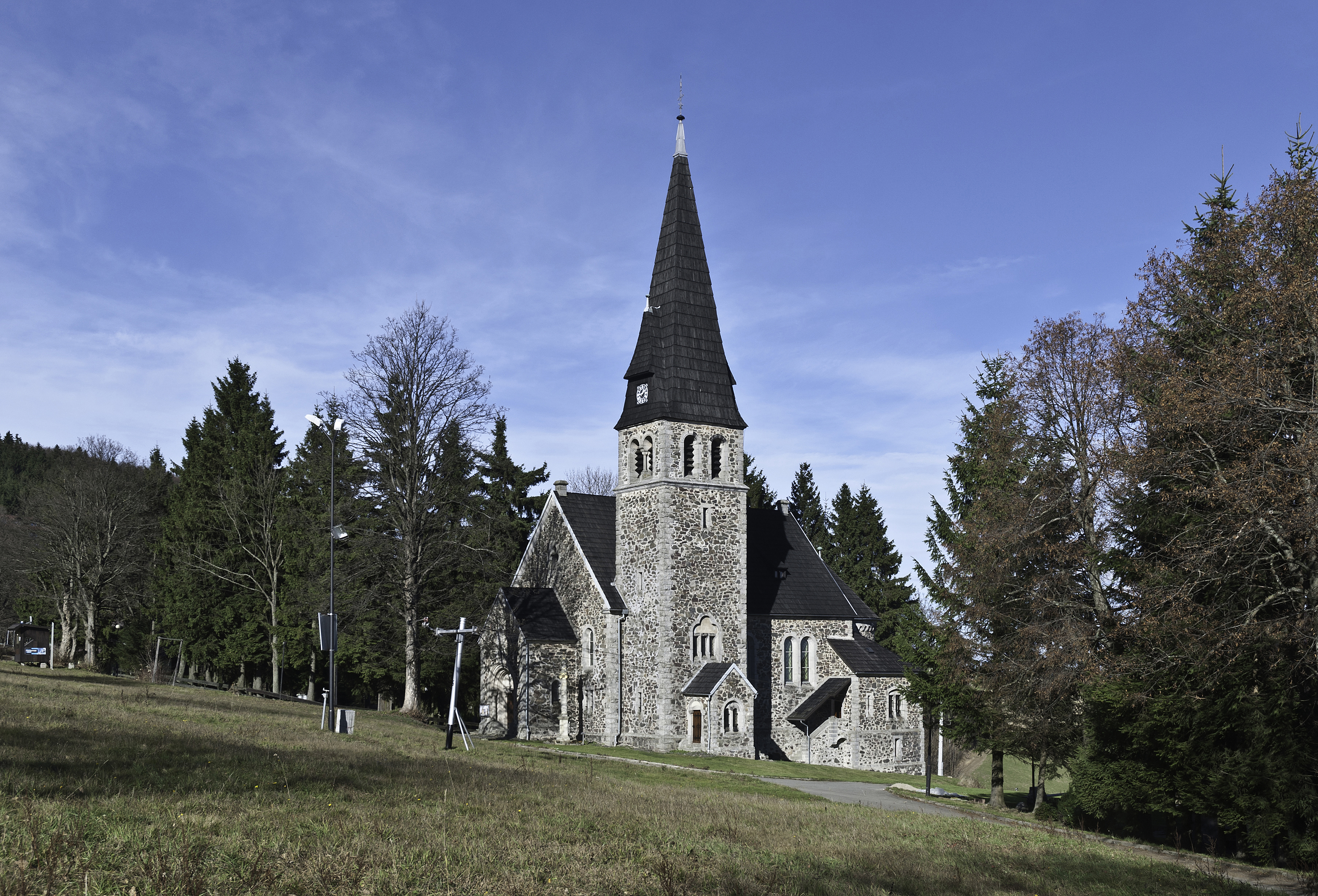
Kościół św. Anny w Zieleńcu

Kościół św. Anny w Zieleńcu – kościół filialny parafii św. Franciszka i św. Leonarda w Dusznikach-Zdroju.

## Historia
Pierwszy drewniany kościół w Zieleńcu wzniesiono w roku 1762. Obecną świątynię wybudował w roku 1902 budowniczy Paul Blau z Lewina z inicjatywy
notariusza arcybiskupiego księdza Augustyna Grunda, który w latach 1890–1916 był proboszczem w Zieleńcu. Kościół konsekrował 4 października 1904 r. arcybiskup praski kardynał Lev Skrbenský z Hříště. Kościół został odnowiony przez franciszkanów w roku 1966, zaś w 1976 uporządkowany i ogrodzony został cmentarz grzebalny, na którym znajduje się zabytkowa Grupa Ukrzyżowania. W roku 2000 w świątyni zainstalowano trzy nowe dzwony, ufundowane przez wiernych.
W przeszłości kościół był znany jako najwyżej położona świątynia w Prusach, obecnie jest najwyżej położonym kościołem w Sudetach.

## Architektura
Kościół jest neoromańską budowlą jednonawową, budulcem był kamień polny, jedynie obróbka kamieniarska wykonana jest z piaskowca. Nawa posiada półkolistą absydę i kruchtę, do której prowadzi kamienny neoromański portal. Obiekt ma masywną wieżę nakrytą ostrosłupowym hełmem. Pokrycie połaci dachowych stanowi gont. W kościele zachowało się oryginalne wyposażenie, pochodzące z czasów budowy, tzn: kamienne ołtarze, ambona, chrzcielnica, kamienne i drewniane rzeźby, oraz olejne obrazy. Barokowa pokrywa chrzcielnicy jest znacznie starsza, datowana na rok 1790 i pochodzi najprawdopodobniej z poprzedniego kościoła. Przy świątyni stoi kamienna kolumna maryjna z figurą Matki Boskiej z roku 1862 i krzyż z 1866 roku na postumencie – oba autorstwa Johanna Postlera.

## Galeria

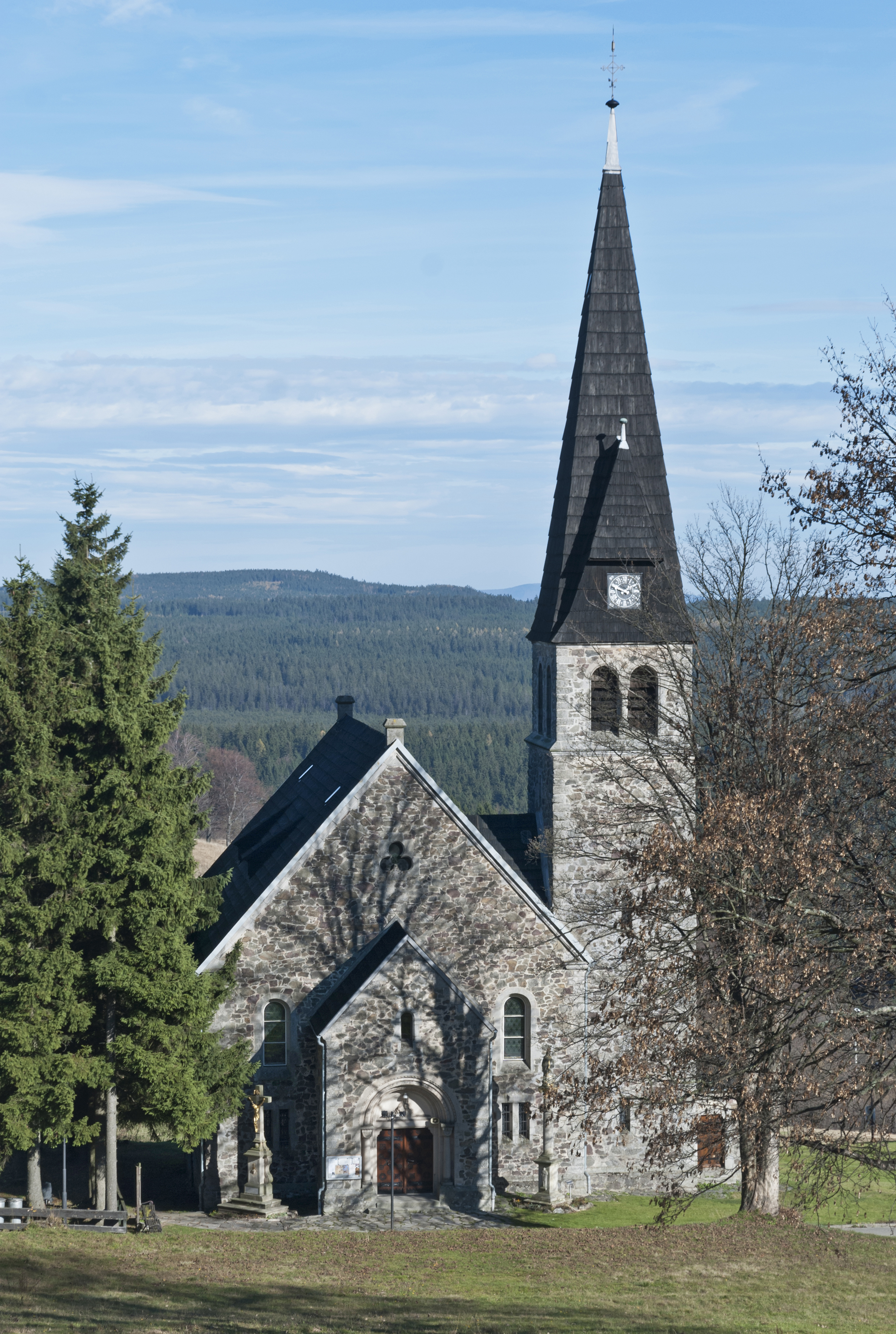
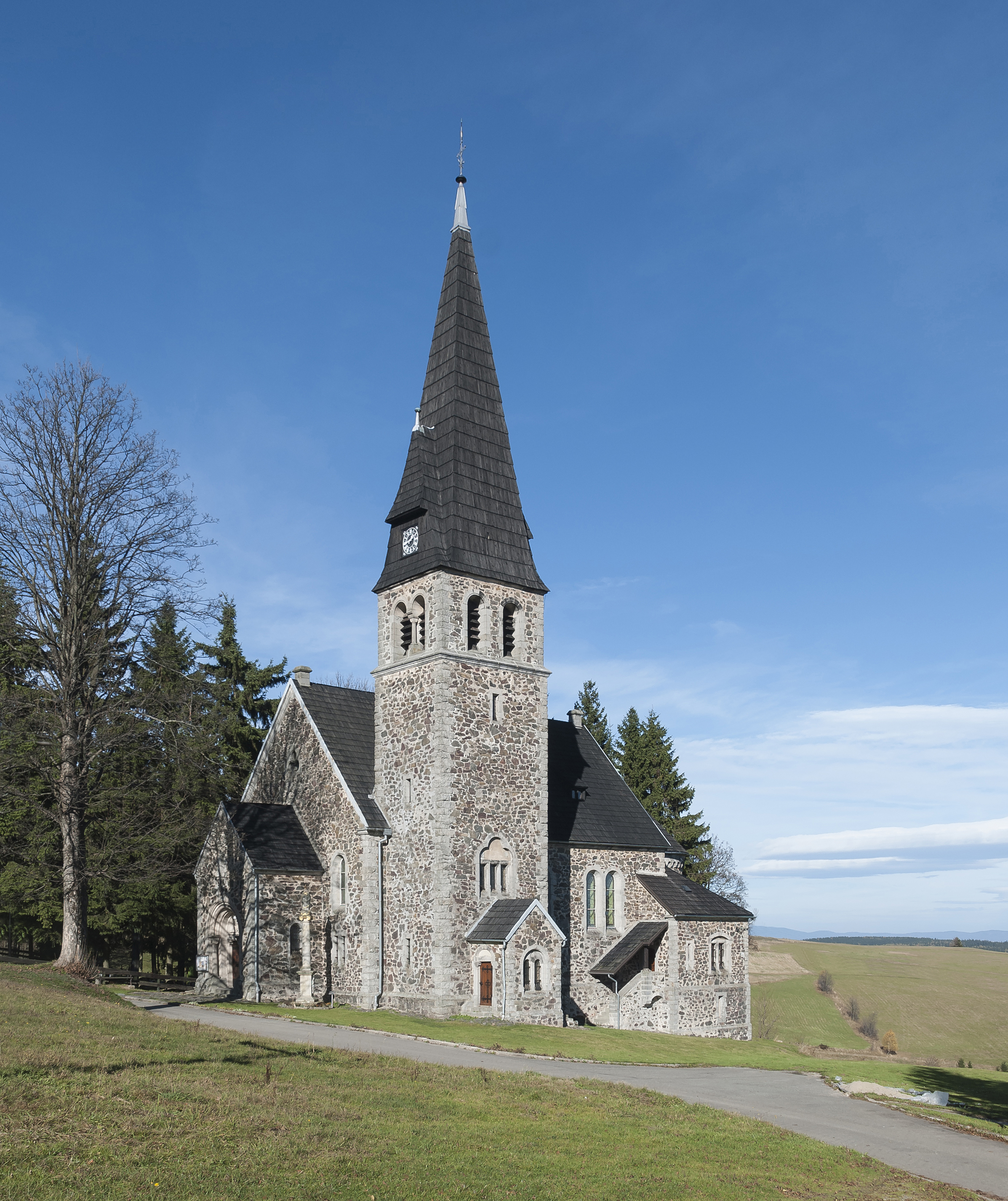
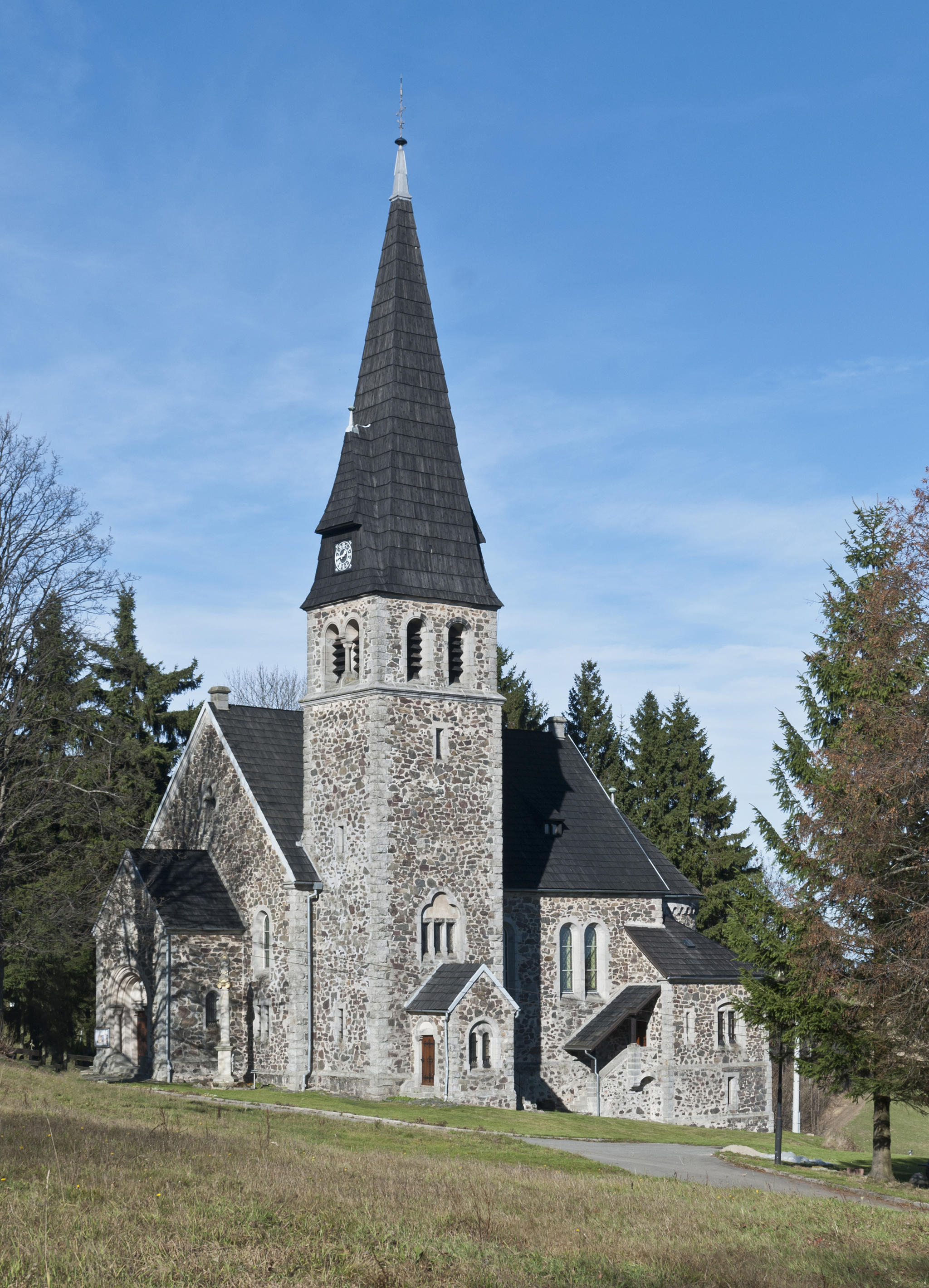
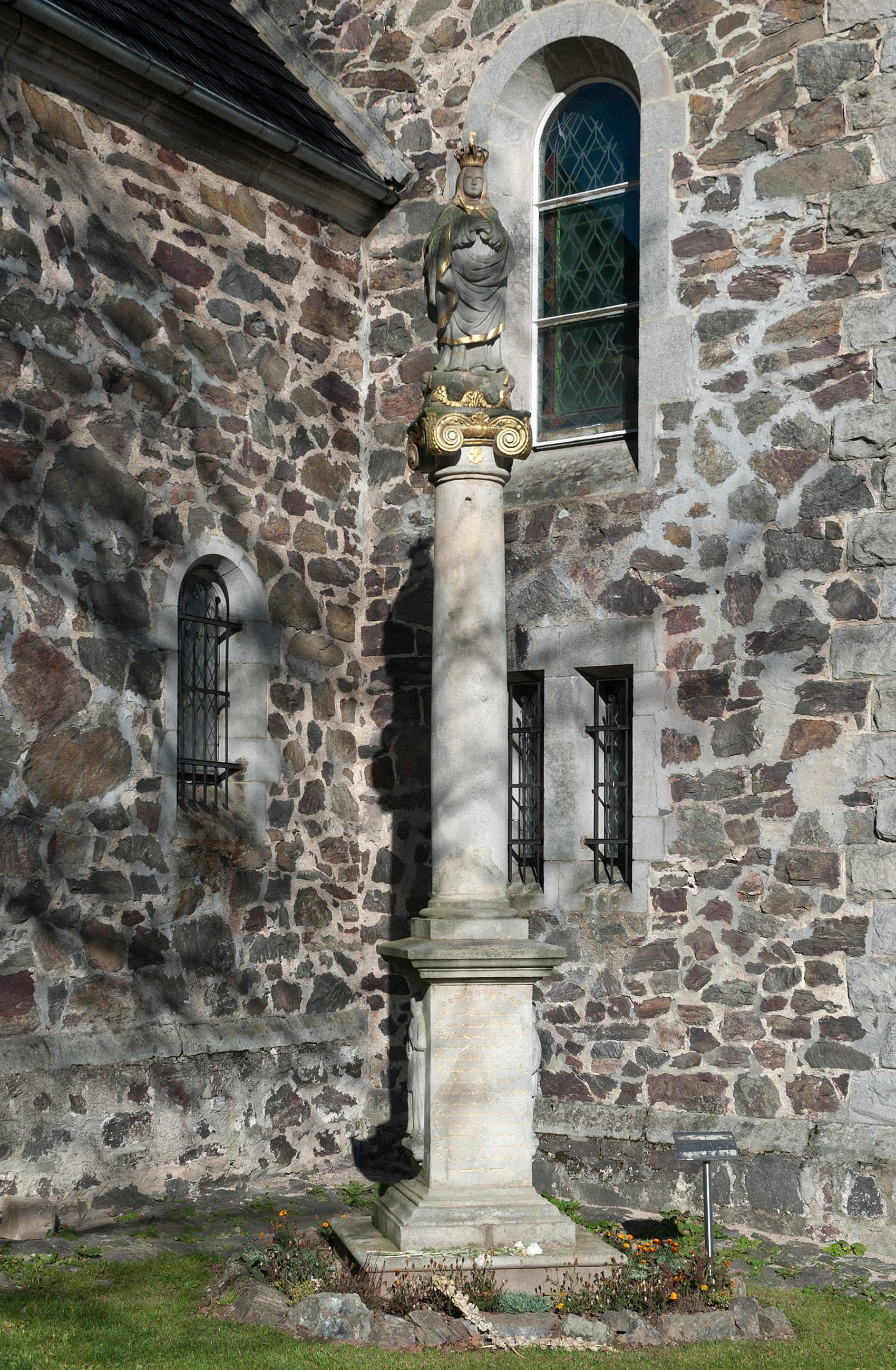
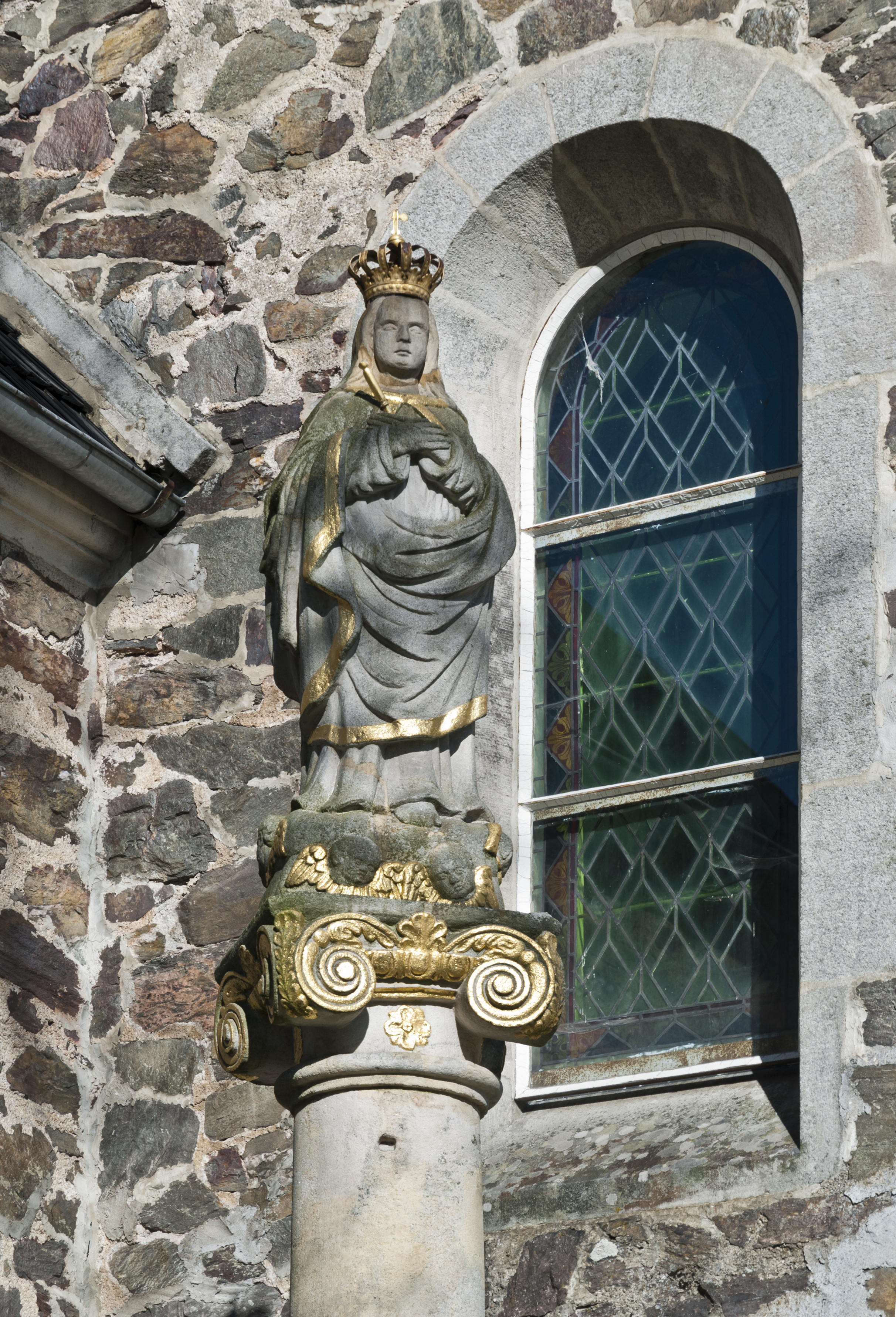
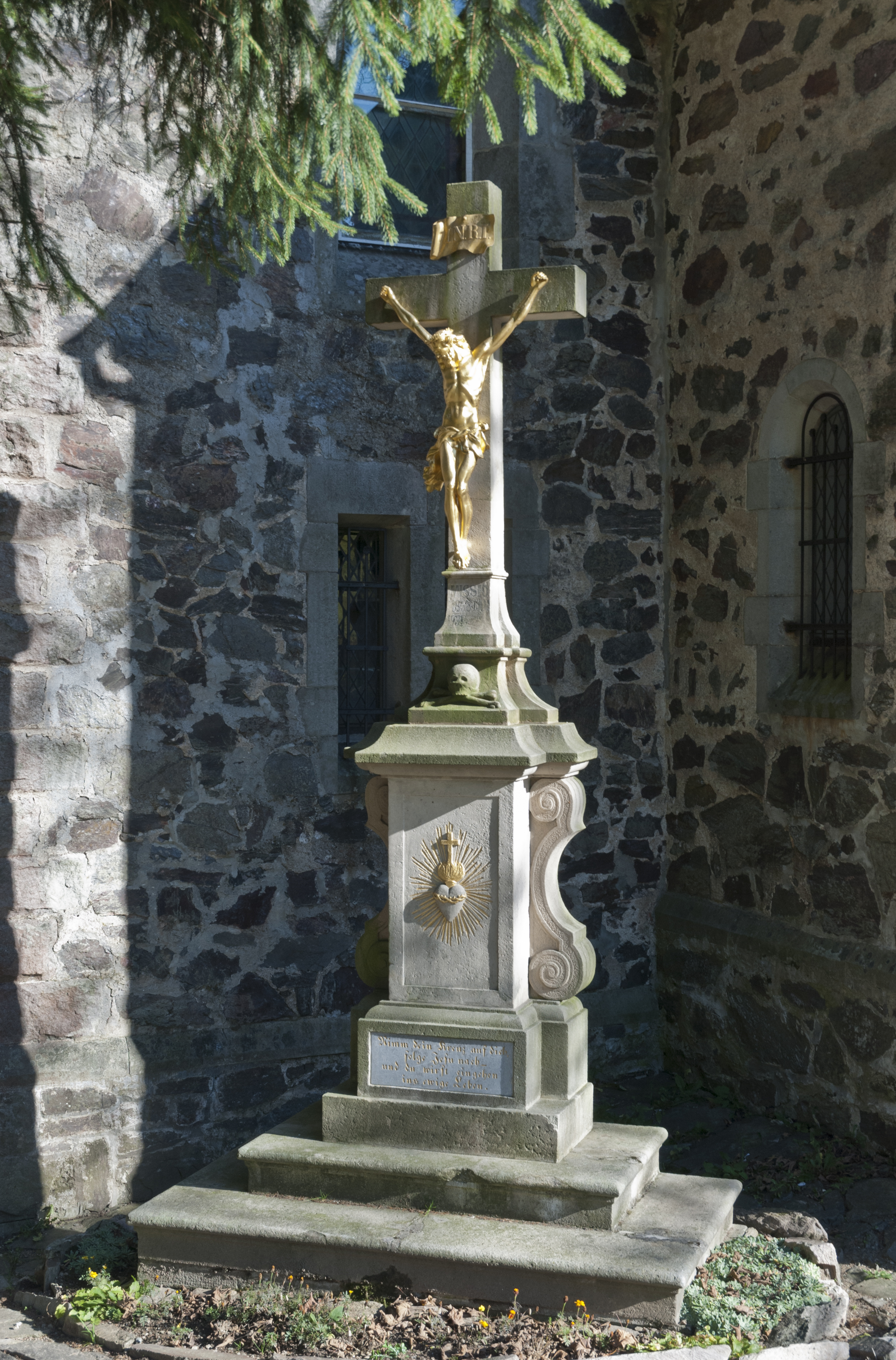
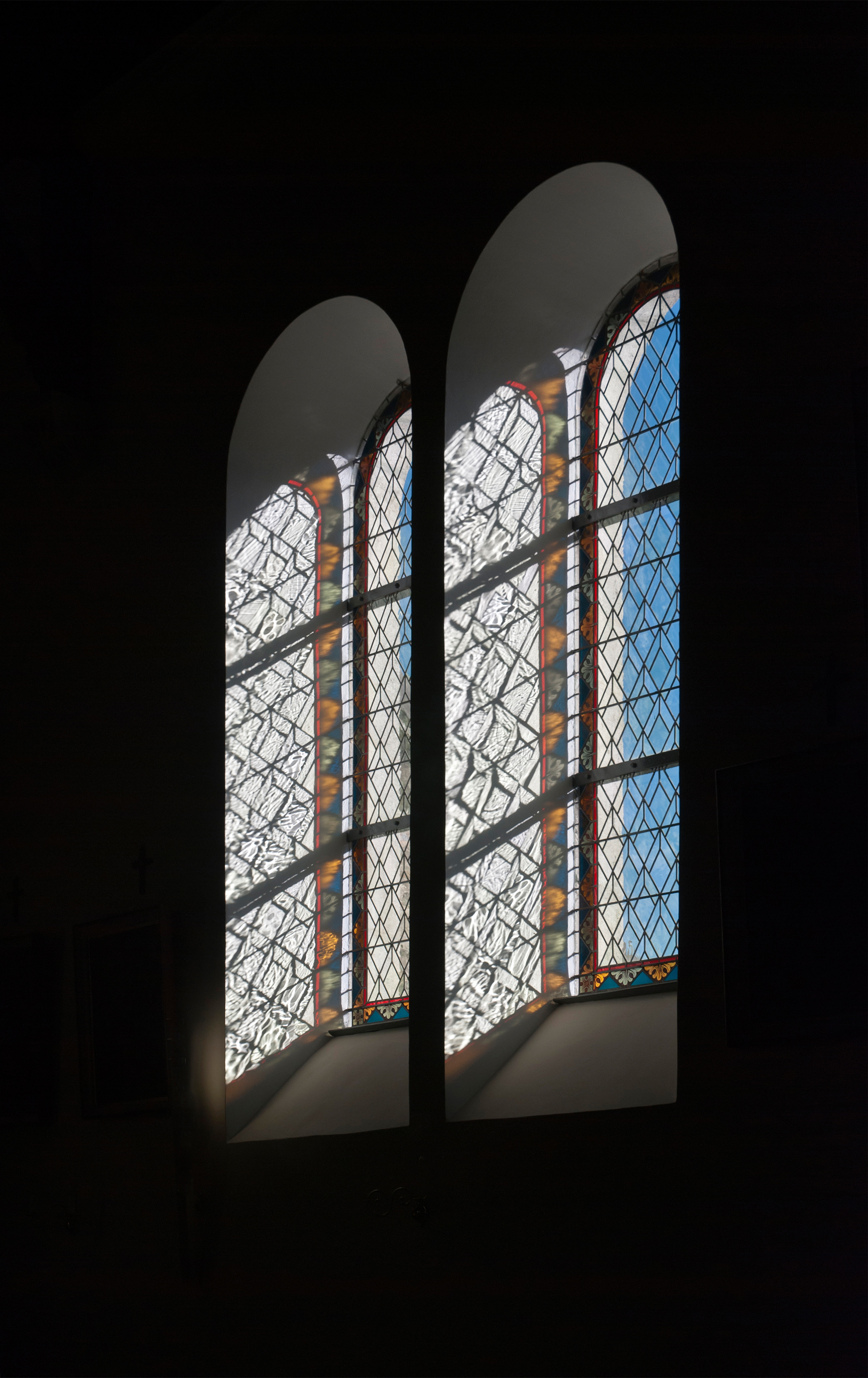
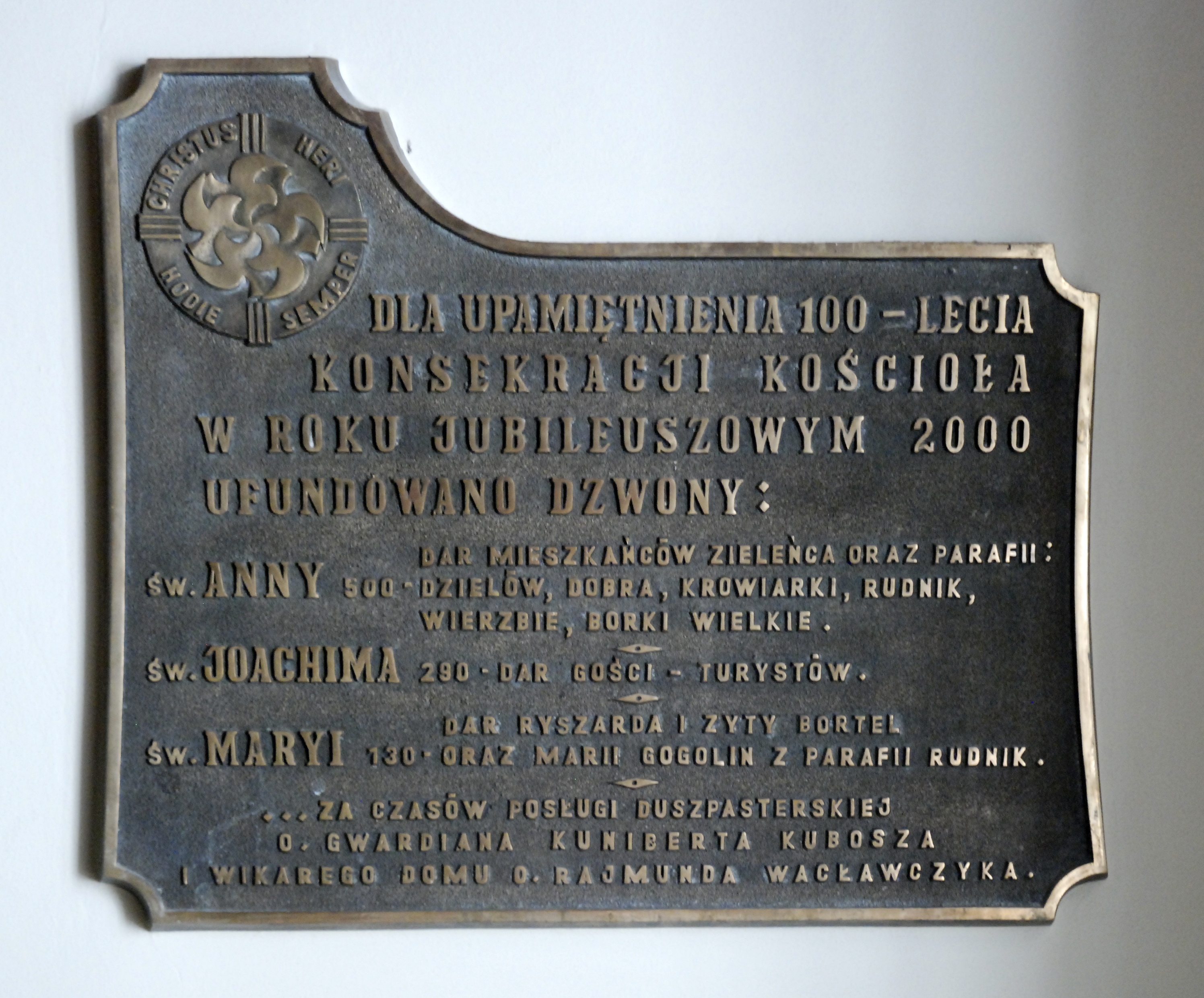